# Adventurer
Adventurer je počítačová hra pro počítače Sinclair ZX Spectrum a kompatibilní (například Didaktik). Jedná se o hru českého původu, autory jsou programátoři pracující pod přezdívkami T&t, GCC a AL. Vydavatelem hry byla společnost Proxima – Software v. o. s., hra byla vydána v roce 1992 jako součást souboru her Tinny.
Hlavní hrdina hry je uvězněn v rozsáhlém labyrintu a jeho úkolem je dostat se z něj ven. Během cesty ven je nutné překonat pasti a vyřešit několik logických úkolů. Během pohybu hrdinovi ubývá energie, kterou musí doplňovat jídlem a pitím. Může nést pět předmětů v kapsách a dva předměty v ruce. Pro různé situace může hrdina změnit oblečení a obuv.
Hru je možné hrát ve dvou obtížnostech, v těžší není k dispozici kompas a mapa a některé předměty se nacházejí na jiných místech než na místech, kde jsou umístěny v lehčí obtížnosti.